# Oberonia glandulifera
Oberonia glandulifera är en orkidéart som beskrevs av Henry Nicholas Ridley. Oberonia glandulifera ingår i släktet Oberonia och familjen orkidéer. Inga underarter finns listade i Catalogue of Life.